# しし座イプシロン星
しし座ε星（英語: Epsilon Leonis）は、しし座の方向に見える3等星の恒星である。この星は、黄色の輝巨星で、地球からは約250光年離れている。主系列星だった頃は、スペクトル型B4の恒星だったと考えられている。

## 名称
学名 Epsilon Leonis（略称：ε Leo）。固有名ラス・エラセド・アウストラリス (Ras Elased Australis) は、アラビア語の rās al-'asad（獅子の頭）とラテン語の australis（南の）で「獅子の頭の南部」を意味する。他にもAlgenubiという固有名も持つ。